# Dreiband-Europameisterschaft für Nationalmannschaften 1991

Logo CEB (ausrichtender Verband)

Die Dreiband-Europameisterschaft für Nationalmannschaften 1991 war die 4. Auflage dieses Turniers, dass in der Billardvariante Dreiband ausgetragen wurde. Sie fand vom 6. bis zum 8. Dezember 1991 in Rezé statt.

## Spielmodus
Es nahmen zehn Mannschaften an dieser EM teil, wobei Frankreich als Ausrichter und Dänemark, Belgien, Spanien und Portugal für die Finalrunde gesetzt waren. Die vier letztgenannten Mannschaften wurden durch Losentscheid bestimmt. Die Partiedistanz betrug zwei Gewinnsätze à 15 Punkte.
Bei Punktegleichstand wird wie folgt gewertet:
1. Matchpunkte (MP)
2. Partiepunkte (PP)
3. Mannschafts-Generaldurchschnitt (MGD)

## Turnierkommentar
Schweden sicherte sich zum dritten Mal den EM-Titel. Durch die kurzfristige Absage des Titelverteidigers Niederlande stellte Frankreich eine zweite Mannschaft.

## Teilnehmende Nationen
| Nation       | Runde | Spieler 1           | Spieler 2         |
| ------------ | ----- | ------------------- | ----------------- |
| Dänemark     | F     | Danny Korte         | Tonny Carlsen     |
| Belgien      | F     | Raymond Ceulemans   | Kurt Ceulemans    |
| Portugal     | F     | Jorge Theriaga      | Mario Ribeiro     |
| Spanien      | F     | José Maria Quetglas | Daniel Sánchez    |
| Frankreich A | F     | Robert Weingart     | Richard Bitalis   |
| Schweden     | Q     | Torbjörn Blomdahl   | Lennart Blomdahl  |
| Österreich   | Q     | Christoph Pilss     | Franz Stenzel     |
| Deutschland  | Q     | Christian Rudolph   | Hans-Jürgen Kühl  |
| Schweiz      | Q     | Andreas Efler       | Jan Skoda         |
| Frankreich B | F     | Francis Connesson   | Avedis Tachnakian |

## Qualifikationsspiele für die Endrunde in Rezé

### Qualifikationsspiel in Wien
| Nation 1   | MP | PP  | SP  | Pkte | Aufn | MGD   | HS | Nation 2 | MP | PP  | SP  | Pkte | Aufn | MGD   | HS |
| ---------- | -- | --- | --- | ---- | ---- | ----- | -- | -------- | -- | --- | --- | ---- | ---- | ----- | -- |
| Österreich | 0  | 1:3 | 4:7 | 124  | 132  | 0,939 | 6  | Schweden | 2  | 3:1 | 7:4 | 150  | 134  | 1,119 | 7  |

### Qualifikationsspiel in Basel
| Nation 1 | MP | PP  | SP   | Pkte | Aufn  | MGD | HS | Nation 2    | MP | PP  | SP   | Pkte | Aufn  | MGD | HS |
| -------- | -- | --- | ---- | ---- | ----- | --- | -- | ----------- | -- | --- | ---- | ---- | ----- | --- | -- |
| Schweiz  | 0  | 0:4 | 2:10 |      | 0,847 |     |    | Deutschland | 2  | 4:0 | 10:2 |      | 1,203 |     |    |

## Finalrunde

### Gruppenphase
| Platz | Nation       | MP | PP  | SP    | MGD   |
| ----- | ------------ | -- | --- | ----- | ----- |
| 1     | Schweden     | 5  | 8:4 | 18:12 | 1,296 |
| 2     | Deutschland  | 3  | 7:5 | 16:12 | 1,089 |
| 3     | Frankreich A | 3  | 6:6 | 15:14 | 1,152 |
| 4     | Spanien      | 1  | 3:9 | 9:20  | 1,015 |

| Platz | Nation       | MP | PP  | SP    | MGD   |
| ----- | ------------ | -- | --- | ----- | ----- |
| 1     | Dänemark     | 5  | 8:4 | 18:11 | 1,162 |
| 2     | Frankreich B | 4  | 7:5 | 15:15 | 1,076 |
| 3     | Belgien      | 2  | 5:7 | 14:16 | 1,126 |
| 4     | Portugal     | 1  | 4:8 | 12:17 | 0,897 |

### KO-Runde
Die Ergebnisse zeigen die Matchpunkte.

|  | Halbfinale (Best of 3)       | Halbfinale (Best of 3) |              |           | Finale (Best of 3) | Finale (Best of 3) |
|  |                              |                        |              |           |                    |                    |
|  | Schweden                     | 2/4:0/8:1              |              |           |                    |                    |
|  | Frankreich B                 | 0/0:4/1:8              |              |           |                    |                    |
|  |                              |                        |              |           |                    |                    |
|  |                              |                        |              |           |                    |                    |
|  | Schweden                     | 2/3:1/7:4              |              |           |                    |                    |
|  |                              | Dänemark               | 0/1:3/4:7    |           |                    |                    |
|  |                              |                        |              |           |                    |                    |
|  | Spiel um Platz 3 (Best of 3) |                        |              |           |                    |                    |
|  |                              |                        | Frankreich B | 2/3:1/6:4 |                    |                    |
|  | Dänemark                     | 2/3:1/7:4              | Deutschland  | 0/1:3/4:6 |                    |                    |
|  | Deutschland                  | 0/1:3/4:7              |              |           |                    |                    |

### Abschlusstabelle Finalrunde
| MP    | Match Punkte (Sieger = 2; Unentschieden = 1; Verlierer = 0) |
| SV    | Satzverhältnis (nur bei Turnieren im Satzsystem)            |
| Pkte. | Erzielte Karambolagen                                       |
| Aufn. | benötigte Aufnahmen                                         |
| GD    | Generaldurchschnitt                                         |
| MGD   | Mannschafts-Generaldurchschnitt                             |
| BED   | Bester Einzeldurchschnitt eines Spielers                    |
| BEMD  | Bester Einzeldurchschnitt einer Mannschaft                  |
| BSD   | Bester Satzdurchschnitt eines Spielers                      |
| HS    | Höchstserie                                                 |
| WRP   | Weltranglistenpunkte                                        |

| Platz | Nation       | MP | PP    | SP    | MGD   | BEMD  | HS |
| ----- | ------------ | -- | ----- | ----- | ----- | ----- | -- |
| 1     | Schweden     | 9  | 15:5  | 33:17 |       |       | 14 |
| 2     | Dänemark     | 7  | 12:8  | 29:22 |       |       | 8  |
| 3     | Frankreich B | 6  | 10:10 | 22:27 |       |       | 10 |
| 4     | Deutschland  | 3  | 9:11  | 24:25 |       |       | 8  |
| 5     | Frankreich A | 3  | 6:6   | 15:14 | 1,152 | 1,234 | 12 |
| 6     | Belgien      | 2  | 5:7   | 14:16 | 1,126 | 1,207 | 12 |
| 7     | Portugal     | 1  | 4:8   | 12:17 | 0,897 | 0,980 | 9  |
| 8     | Spanien      | 1  | 3:9   | 9:20  | 1,015 | 1,118 | 11 |